# 八郷地区
八郷地区（やさとちく）は、三重県四日市市の地区の一つ。1954年に四日市市に編入された三重郡八郷村の村域にあたり、四日市市役所八郷地区市民センターの管轄区域である。

## 概要
市内北西部の高台にあるエリアで地区内に東名阪自動車道の四日市東インターチェンジがある。八郷地区は朝明中学校・西朝明中学校の学区であり朝明郡の「朝明」の地名が使用されている。
- 北勢四十八家の1家である春日部氏が城主だった萱生城の跡地に暁学園の本部があり、暁中学校・高等学校・四日市大学・四日市看護医療大学が立地する。伊坂町に工業用水供給用の伊坂ダムがある。

## 地理

### 面積
- 面積は10.21 km2

### 地形

#### 湖沼
主な湖
- 伊坂ダム

## 歴史

### 沿革
- 朝明郡八郷村が1889年（明治22年）に成立
- 三重郡八郷村が1896年（明治29年）に成立
- 1954年（昭和29年）の昭和の大合併で四日市市に編入された。
- 1970年（昭和40年）から三岐鉄道三岐線沿線の開発によって「平津団地」と「あかつき台団地」の住宅造成が始まった。